# 1998 UL8
1998 UL8 är en asteroid i huvudbältet som upptäcktes 24 oktober 1998 av den japanska astronomen Takao Kobayashi vid Ōizumi-observatoriet.
Asteroiden har en diameter på ungefär 11 kilometer och den tillhör asteroidgruppen Themis.